# Larçay
Larçay är en kommun i departementet Indre-et-Loire i regionen Centre-Val de Loire i de centrala delarna av Frankrike. Kommunen ligger i kantonen Montlouis-sur-Loire som tillhör arrondissementet Tours. År 2022 hade Larçay 2 577 invånare.

## Befolkningsutveckling
Antalet invånare i kommunen Larçay
Referens:INSEE